# Í
Í (onderkast í) is een letter in het Faeröers, Hongaars, IJslands, Tsjechisch, Slowaaks en Tataars, waar het vaak een lange /i/-klinker aangeeft (ee in het Engelse woord feel). Deze vorm komt ook voor in het Catalaans, Iers, Italiaans, Occitaans, Portugees, Spaans, Aragonees, Galicisch, Leonees, Navajo, en Vietnamees als een variant van de letter "i". In het Latijn wordt de lange i ⟨ꟾ⟩ gebruikt in plaats van ⟨í⟩ voor een lange i-klinker.

## Faeröers
Í is de 11e letter van het Faeröerse alfabet en staat voor /ʊi/.

## Hongaars, IJslands, Iers, Tsjechisch en Slowaaks
Í is de 16e letter van het Hongaarse alfabet, de 12e letter van het IJslandse alfabet, de 16e letter van het Tsjechische alfabet en de 18e letter van het Slowaakse alfabet. Het vertegenwoordigt /iː/.

## Tataars
Í is de 14e letter van het Tataarse alfabet (gebaseerd op Zamanälif). Het vertegenwoordigt /ɨɪ/.

## Vietnamees
In het Vietnamese alfabet is í de zaktoon (hoge toon) van "i".

## Chinees
In het Chinees is pinyin í de yángpíng- toon (阳平, hoge toon) van "i".

## Ibero-Romaans
In Ibero-Romaanse talen wordt de "í" niet als een letter beschouwd, maar als de letter "i" met een accent. Het wordt gebruikt om een lettergreep "i" met abnormale klemtoon aan te duiden.

## Italiaans
Í/í is een variant van I met een accent aigu; het vertegenwoordigt een /i/ met het tonische accent. Het wordt alleen gebruikt als het de laatste letter van het woord is, behalve in woordenboeken of wanneer een andere uitspraak de betekenis van een woord kan beïnvloeden: víola ("schenkt", uitgesproken als [ˈviːola]) en viòla ("violet", uitgesproken als [' vjɔːla]).

## Codering

### Unicode
De Í en í zijn in 1993 toegevoegd aan de Unicode 1.0 karakterset als onderdeel van het Unicode blok Latijns-1 Supplement.
In Unicode vindt men Í onder het codepunt U+00CD (hex) en í onder U+00ED.

### HTML
In HTML kan men voor Í de code &#x00CD; gebruiken, en voor í &#x00ED;.